# واکابا-کو
واکابا-کو (به لاتین: Wakaba-ku) یک منطقهٔ مسکونی در ژاپن است که در چیبا واقع شده‌است. واکابا-کو ۸۴٫۲۱ کیلومترمربع مساحت و ۱۵۱٬۵۹۳ نفر جمعیت دارد.